# Phalops batesi
Phalops batesi är en skalbaggsart som beskrevs av Edgar von Harold 1867. Phalops batesi ingår i släktet Phalops och familjen bladhorningar. Utöver nominatformen finns också underarten P. b. pseudobatesi.